# (10796) Sollerman
(10796) Sollerman (1992 EB8) – planetoida z pasa głównego asteroid okrążająca Słońce w ciągu 3,23 lat w średniej odległości 2,18 j.a. Została odkryta 2 marca 1992 roku.